# Rollefbach
Der Rollefbach ist ein natürliches Fließgewässer, das mäandrierend der Inde südlich von Aachen-Brand zufließt.

## Beschreibung
Der Rollefbach ist der bei Niederforstbach stattfindende Zusammenfluss des Holzbachs, dessen Quellgebiet im Bereich der Autobahnraststätte Lichtenbusch liegt, mit dem Oberforstbacher Bach, der im Tal zwischen Oberforstbach und Schleckheim entspringt. Er mündet auf Höhe des Indeweges am südlichen Ortsrand von Brand in die aus Kornelimünster kommende Inde.
Der Rollefbach ist naturnah ausgeprägt, jedoch belastet durch die anliegende Landwirtschaft. Das gleichnamige Tal wird zwischen Brand und Kornelimünster von dem Rollefbachtalviadukt der Vennbahn überspannt. Das steinerne Brückenbauwerk (Viadukt) aus 1885 ist denkmalgeschützt. Nach Stilllegung der Eisenbahn führt nun der Vennbahnradweg darüber.